# Solnechnogorsky (huyện)
Huyện Solnechnogorsky (tiếng Nga: ? райо́н) là một huyện hành chính tự quản (raion), của Tỉnh Moskva, Nga. Huyện có diện tích 1072 kilômét vuông, dân số thời điểm ngày 1 tháng 1 năm 2000 là 68900 người. Trung tâm của huyện đóng ở Solnechnogorsk.